# فلو بيركنز
فلو بيركنز (بالإنجليزية: Flo Perkins)‏ هي فنانة أمريكية، ولدت في 1951.